# Чан У Джин
Чан Уджин (кор. 장우진, род. 10 сентября 1995) — южнокорейский игрок в настольный теннис, неоднократный призёр чемпионатов мира, член национальной сборной Южной Кореи.

## Биография
Первый успех на международной арене пришел к Чан Уджину в 2013 году, когда он выиграл в одиночном разряде юношеский чемпионат мира. В 2014 году Чан Уджин выиграл этап «ITTF World Tour» в одиночном разряде по юношам.
В 2016 году Чан Уджин выиграл во взрослом одиночном разряде этап «ITTF World Tour» в Минске (Challenge Series). Через два года, в 2018 году Чан Уджин выиграл свой домашний этап «2018 ITTF World Tour Korea Open» во всех трех возможных категориях: одиночный разряд, парный разряд, смешанный разряд, став первым спортсменом в истории «ITTF World Tour», которому это удалось.
В этом же 2018 году Чан Уджин выиграл парный разряд «ITTF World Tour Grand Finals».
В апреле 2019 года Чан Уджин впервые вошел в десятку сильнейших теннисистов мира по рейтингу ITTF.
Чан Уджин дважды принимал участие в командных чемпионатах мира, в 2016 и в 2018 годах, в составе команды Южной Кореи.

## Стиль игры
Чан Уджин играет в атакующем стиле, используя европейскую хватку ракетки правой рукой.